# Gare du port de Berdiansk
La gare du port, (ukrainien :  Залізнична станція на території морського порту) est une gare ferroviaire ukrainienne située à proximité de Berdiansk.

## Situation ferroviaire
Elle se situe sur la ligne gare de Verkhniï Tokmak I à Berdiansk.

## Histoire

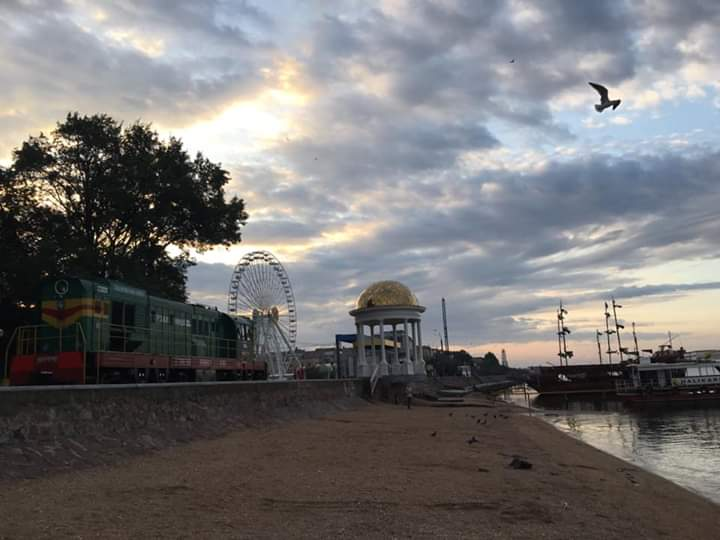
La gare côté du port.

## Service des voyageurs

### Intermodalité
Elle dessert le Port de Berdiansk.